# Unión de Libreros y Editores Checos
La Unión de Libreros y Editores Checos ( en checo: Svaz českých knihkupců a nakladatelů, sigla SČKN ) es una organización profesional de libreros y editores de la República Checa. Su objetivo es defender los intereses comunes de editores, distribuidores de libros y libreros. Publica quincenalmente el informe Knižní novinky con un anexo bibliográfico, que constituye la lista más completa y extensa de este tipo en lengua checa. La asociación organiza la feria internacional del libro Svet knihy ( World of Books) y otorga el premio Jiří Orten, en colaboración con el Ayuntamiento de Praga. También publica cada año un informe sobre el mercado checo del libro.
El Comité de Literatura Infantil de la SČKN junto con la Sección Checa de la Organización Internacional para el Libro Juvenil (IBBY) prepara cada año un catálogo de los mejores libros para niños, que se publica una vez al año desde 2013 y que pretende servir como inspiración para padres, bibliotecarios, libreros e instituciones educativas.  

## Historia
SČKN fue fundada en 1879 por J. R. Vilimkem, J. Ottem y F. Topicem, con la intención de difundir los libros checos y promover el respeto entre los distintos sectores del libro. Está registrada como una asociación cívica, que cuenta con 216 miembros, incluye, por ejemplo: distribuidores, editores o libreros. SČKN también coopera con varias federaciones, como la Federación Europea de Libreros o la Federación de Editores Europeos.